# Wij houden van Oranje (2006)
Wij houden van Oranje is een voetbalhit van Ali B met daarin vocals verwerkt van André Hazes.
In 1988 nam volkszanger André Hazes samen met het EK voetbal-winnende Nederlands Elftal de single Wij houden van Oranje op. Het refrein was op de melodie van Auld Lang Syne, een Schots lied uit de 17e eeuw. Deze single stond zeven weken in de Nederlandse Top 40, met nummer 2 als hoogste positie. Het nummer geldt nog steeds als een van de ultieme Nederlandse voetbalnummers.
In de vernieuwde, door Alain Clark gemaakte, versie van het nummer uit 2006 zijn Hazes' coupletten vervangen door raps van Ali B. Hierin vertelt hij iets over elke speler van het Nederlands elftal en hun coach Marco van Basten.
Naar het voorstel van Radio 538-dj's Ruud de Wild en Edwin Evers nam Ali B het nummer op, in samenspraak met de KNVB. De familie van de overleden volkszanger gaf toestemming om Hazes' vocals te gebruiken. Het eerste exemplaar ontving de rapper eind mei 2006 uit handen van Johan Cruijff. De opbrengst van de single zou naar de Johan Cruyff Foundation gaan.

## Chartresultaten
Het nummer was de meest succesvolle van alle singles die rond het Wereldkampioenschap voetbal 2006 werden uitgegeven. De single werd alleen van de nummer-1 positie in de Nederlandse Top 40 gehouden door Marco Borsato's grote hit Rood. In de derde week van de notering werd het Nederlands Elftal uitgeschakeld in de achtste finale tegen Portugal. De Oranjekoorts daalde snel, net als het aantal verkopen van het nummer. Omdat de Top 40 pas een week na de eigenlijke verkopen wordt samengesteld kon de single nog een nummer-3 positie in de vierde week behalen. De daarop volgende week, waarbij alleen nog verkopen van na het verlies waren meegeteld, daalde het nummer een bijna historische 29 plaatsen. De daarop volgende week verdween de single uit de Top 40. Nog nooit had een top-2 notering zo snel de Top 40 verlaten.
| Wij houden van Oranje in de Nederlandse Top 40 | Wij houden van Oranje in de Nederlandse Top 40 | Wij houden van Oranje in de Nederlandse Top 40 | Wij houden van Oranje in de Nederlandse Top 40 | Wij houden van Oranje in de Nederlandse Top 40 | Wij houden van Oranje in de Nederlandse Top 40 | Wij houden van Oranje in de Nederlandse Top 40 |
| Week                                           | 1                                              | 2                                              | 3                                              | 4                                              | 5                                              | 6                                              |
| ---------------------------------------------- | ---------------------------------------------- | ---------------------------------------------- | ---------------------------------------------- | ---------------------------------------------- | ---------------------------------------------- | ---------------------------------------------- |
| Nummer                                         | 14                                             | 2                                              | 2                                              | 3                                              | 32                                             | uit                                            |